# La Laguna (Lalaquiz)
La Laguna es un caserío peruano ubicado en el distrito de Lalaquiz, perteneciente a la provincia de Huancabamba del departamento de Piura, al norte del Perú. 

## Ubicación
La Laguna se ubica al noroeste de la provincia de Huancabamba, en el distrito de Lalaquiz, en el departamento de Piura.

## Demografía
En 2024 La Laguna tenía una población de 1135 habitantes, según un censo realizado por los líderes de la comunidad. Cuenta con 5 caseríos: La Laguna, Cruz Alta, Cruz Baja, Shuturumbe y Vista Alegre. Se encuentra a 20 minutos en carro de la capital del distrito de Lalaquiz (Tunal) y a 3 horas en carro de la ciudad de Chulucanas. 
| Gráfica de evolución demográfica de La Laguna entre 1993 y 2017 |
|                                                                 |
| Fuentes: Población 1993 y 2017                                  |